# Aní (antiga ciutat armènia)
Aní, a la Kars, Turquia, va ser la capital d'un regne armeni amb el nom de Regne d'Aní. Actualment es troba en ruïnes, prop de la frontera amb Armènia.

## Història

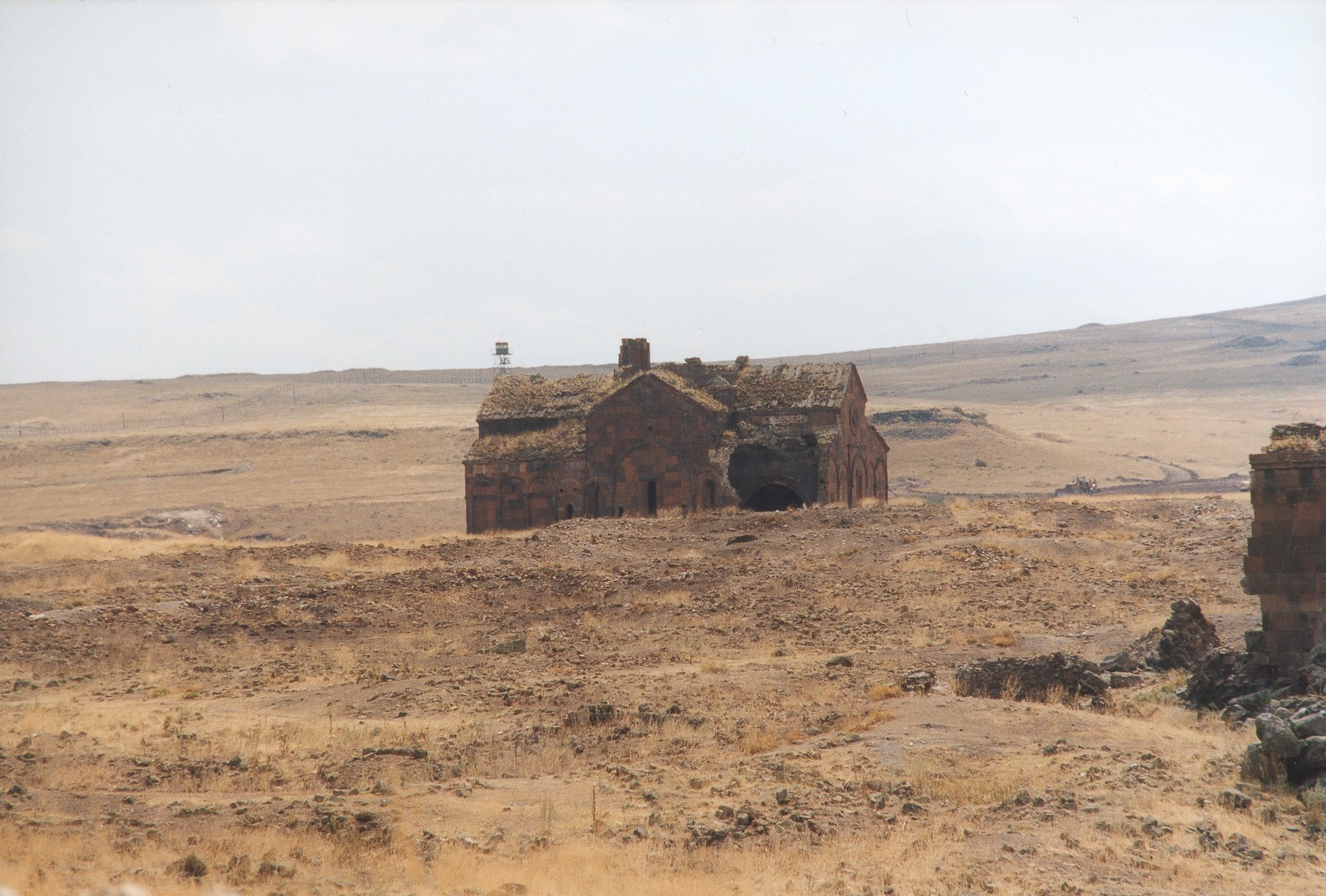
Ruines a Aní

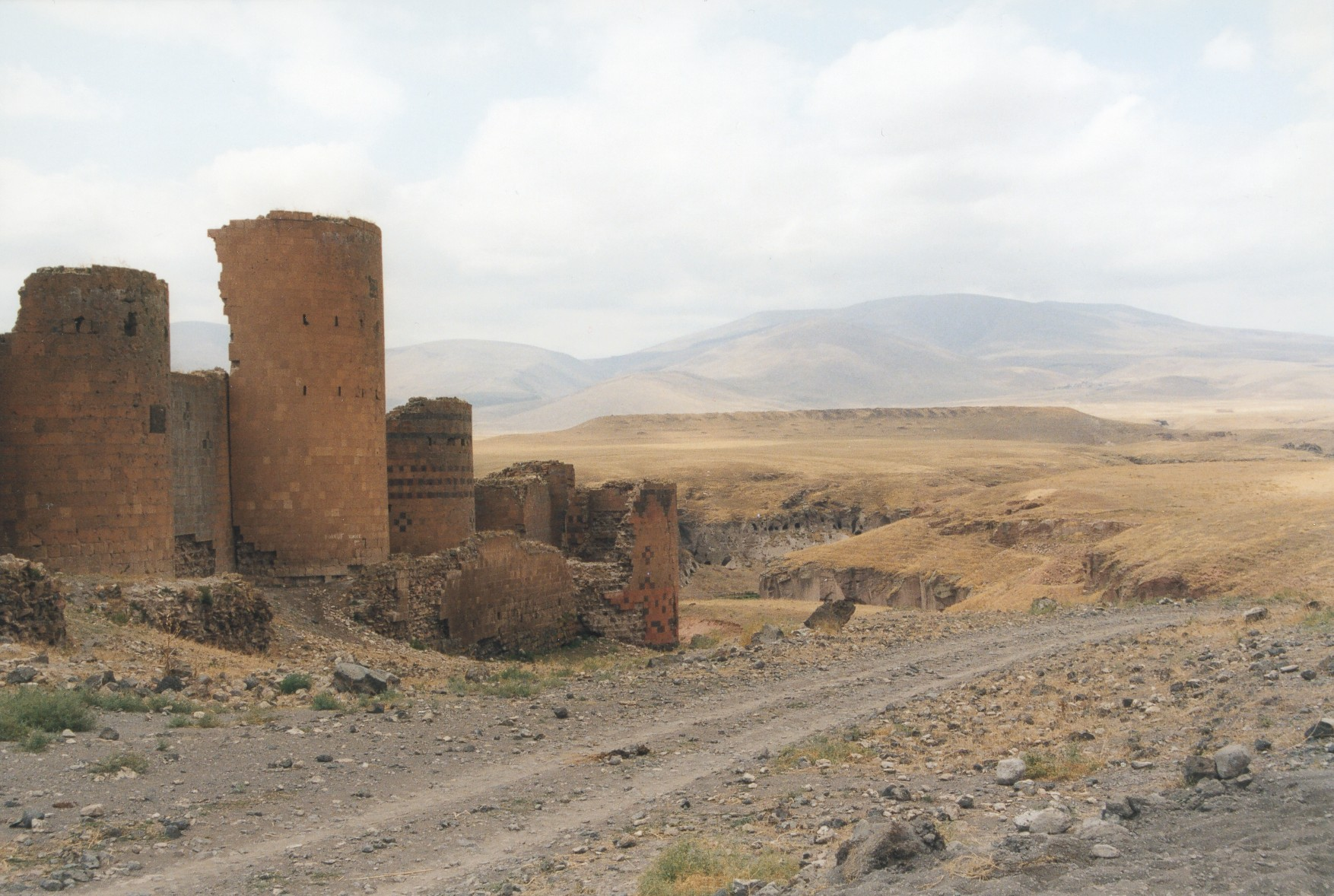
plaça

En temps del regne d'Urartu la regió d'Aní es deia Akhurianí. No és probable que el seu nom derivés de la deessa assíria iraniana Anahita (grega Anaïtis). S'han trobat tombes paganes el que demostra que ja existia abans de l'època cristiana. La ciutat sota el nom armeni d'Aní és esmentada a partir del segle v com una fortalesa que probablement es va fundar en aquell temps per la seva posició estratègica, al costat de la vila ja existent. La descriuen com una fortalesa en un turó, possessió de la família dels Camsaracans. La fortalesa va agafar el nom del centre pagà d'Aní-Kamakh a la regió de Daranaghi a l'alta Armènia i el nom anterior sembla que era khnamk (Խնամք), que no se sap ben bé què vol dir. El filòleg alemany d'armeni Johann Heinrich Hübschmann, pensa que vindria de "khnamel" (խնամել), un infinitiu que vol dir "tenir cura de", però els historiadors han rebutjat aquesta teoria. Durant uns segles els Camsaracans van posseir el castell aliats al reis nacionals. Un nou castell es va construir al segle vii i probablement una mica abans una església. Al segle viii Ani, com la resta d'Armènia va quedar sota sobirania del califat.
Al començament del segle ix els dominis dels Camsaracans al Arxarunik i Shirak, incloent-hi Ani, va passar als Bagratuní sembla que per compra (almenys quant a Ani). El seu cap, Asoci Msaker (806-827) va rebre el títol de ishkhan (príncep) d'Armènia del Califa el 806. El Bagratuní tenien capital a Bagaran, uns 40 km al sud d'Aní, i després la van traslladar a Shirakavan, uns 25 km al nord-est, i després (929) a Kars. Des del 887 els nobles armenis havien proclamat al príncep dels Bagràtides com a rei (shahanshah segons el títol persa, en armeni arqayitz o arqai i també "rei dels armenis i georgians") i el califa li va confirmar la dignitat. El 961 Asoci III Bagratuní (953-977) va establir finalment la capital a Ani. Simbaci II (977-989) va construir la muralla. Es van construir ponts sobre l'Arpa-Čay (armeni Akhurian) que van permetre el comerç amb Trebisonda i Pèrsia per una ruta més curta que no passava per Dvin. La ciutat va créixer ràpidament sota Simbaci II Bagratuní (977-989). El 992 el Catholicos  armeni també es va traslladar a Ani. Al segle xi, sota Gaguik I d'Armènia (990-1020) la ciutat tenia més de cent mil habitants, algun pensen que fins i tot en tenia uns 200.000, i se l'anomenava "la ciutat de les quaranta portes" i "la ciutat de les mil i una esglésies". Gaguik va construir almenys una església (trobada a les excavacions del 1905-1906, datada el 1001).
A la mort de Gaguik I el fill gran Joan-Simbaci (1020-1041) el va succeir a Ani mentre el fill jove, Asoci IV Qadj (1020-1040), regnava a altres regions. Joan-Simbaci, per acontentar a l'emperador romà d'Orient del que temia que ataqués el seu regne, el va designar hereu; el gener de 1022 el catholicos Pere va entregar a Basili II, que passava l'hivern a Trebisonda, el document pel que li era llegat el regne a la mort del rei. Joan-Simbaci va morir el 1041, i el successor de Basili II, Miquel IV va reclamar la sobirania. El nou rei d'Aní, Gaguik II d'Armènia (1042-1045), s'hi va oposar i un exèrcit romà d'Orient el va ocupar el 1044 però els grecs foren rebutjats. Però el 1045 Ani es va rendir finalment als romans d'Orient que hi van nomenar governador. Els governadors (catepans) romans van encoratjar-ne el desenvolupament, i una inscripció atribueix a un catepà de nom Aaron la construcció d'un aqüeducte que portava l'aigua des dels turons d'Aladja.
Alp Arslan va conquerir Ani el 1064 després d'un setge de 25 dies i la va destruir massacrant part de la població. Segons Ibn al-Athir la ciutat tenia aleshores 500 esglésies. El 1072 el sultà va vendre Ani als shaddàdides de Gandja i fins al final del segle xii va restar generalment en mans d'una branca d'aquesta dinastia. En aquest temps Ani tenia dues mesquites. Els shaddàdies es van emparentar als Bagràtides i van respectar als seus súbdits cristians donant exemple de tolerància, i per això van tenir el suport de la població local que els va considerar reis nacionals armenis. Al segle xii els murs de la ciutat es van reconstruir i foren flanquejats de torres.

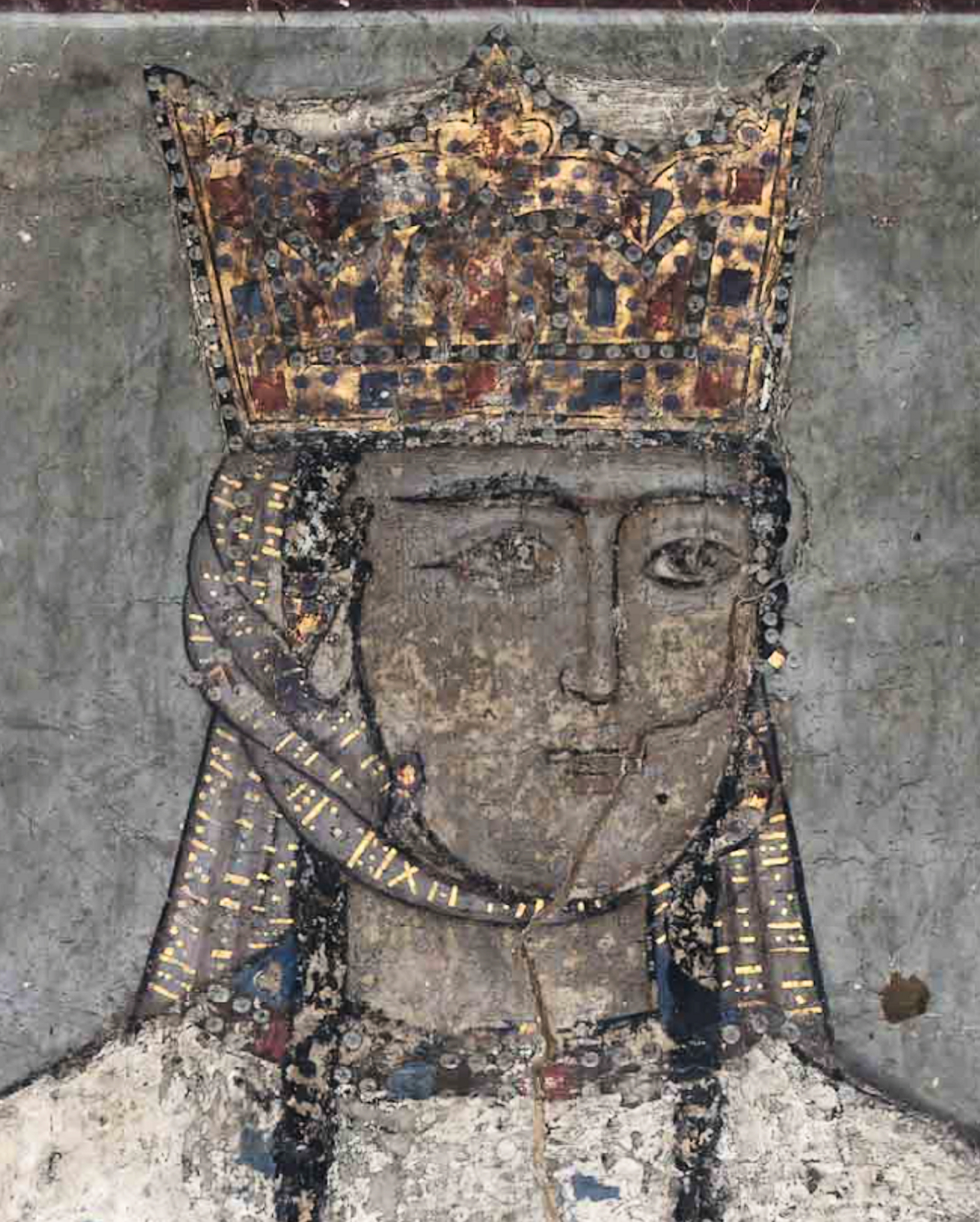
Tamara de Geòrgia

El 1124 la van conquerir els georgians cridats per la població perquè els emirs s'havien mostrat intolerants en alguna cosa, però la seva ocupació fou breu. L'any 1156 la població cristiana d'Aní es va aixecar contra l'emir xaddàdida Fakr al-Din Shaddad, vassall de Jordi III de Geòrgia, i va cedir la ciutat al seu germà Fadl ibn Mahmud, però la població no ho va acceptar i es va oferir a Jordi III, que va acceptar l'oferiment. Una coalició formada pel Xah-i Arman d'Ahlat Nasir al-Din Sukman II, el governant Ortúkida de Diyarbakır, Kadjm al-Din Alpi, i el saltúquida Izz al-Dîn Saltuk II d'Erzerum, però Jordi va derrotar els aliats que van posar setge a la ciutat i va marxar contra l'emir d'Erzerum a qui va fer presoner sent alliberat per un gran rescat. Els georgians van ocupar Ani altre cop el 1174 (segons Brosset) o 1177 (segons Vardan).
Finalment el 1199 les forces georgianes de la reina Tamara van conquerir la ciutat i aquesta vegada la van annexionar. Els generals i nobles Zakare i Ivane Mkhargrdzeli van rebre el govern feudal del territori; aquesta família és coneguda com els zacàrides i en georgià Mkhargrdzeli o també com Longimani. Van prolongar les muralles fins a la riba de l'Arpa-Čay i van respectar i fins i tot protegir els súbdits musulmans, però van afavorir a l'església ortodoxa grega (com abans els romans d'Orient) enfront de la nacional armènia. La fundació de l'Imperi de Trebisonda va convertir a Ani en un important centre de comerç.
El 1226 el xa de Coràsmia Djalal al-Din Manguberti, que tenia capital a Tabriz, va assetjar la ciutat, però no la va poder conquerir. En canvi els mongols hi van entrar el 1239. En aquell moment Shahanshah, fill i successor de Zakare, estava absent, però els mongols no van restar a Ani i els Zakàrya van recuperar el poder encara que com a vassalls del gran kan representat pel seu governador establert a l'Arran. La dinastia va conservar el poder uns anys; el 1319 la ciutat fou mig destruïda per un terratrèmol; probablement després fou annexionada pels Il-kan de Pèrsia, passant a les dinasties successores com els djalayàrides i els Kara Koyunlu; aquest darrers van fer d'Aní la seva capital.
El 1386 Tamerlà va conquerir la ciutat però a la seva mort el 1405 els Kara Koyunlu van recuperar el territori encara que van transferir la capital a Erevan on el 1441 es va traslladar també el catholicos armeni. Ani es va despoblar a partir del segle xv, especialment sota els safàvides que la van dominar al segle XVI; el 1579 va passar als otomans i encara tenia habitants. Alguns pobladors i van restar fins almenys la meitat del segle XVII; quan el 1817 la va visitar Jer Porter ja feia uns quants anys abandonada però els edificis estaven encara en prou bon estat; la població armènia de la regió també va haver d'emigrar sota pressió dels atacs de bandits i nòmades kurds.
Després de la guerra de 1877-1878 va passar a Rússia. Les primeres excavacions es van fer el 1892 dirigides per l'Acadèmia de Ciències de Sant Petersburg sota la direcció de l'arqueòleg Nikolai Marr (1864-1934). Les excavacions es van reprendre el 1904 i van seguir fins al 1917. L'excavació fou molt professional i els resultats publicats en revistes acadèmiques. També es van fer alguns arranjaments d'emergència a alguns edificis que estaven a punt de caure i es va crear un museu a la mesquita de Minushihr.

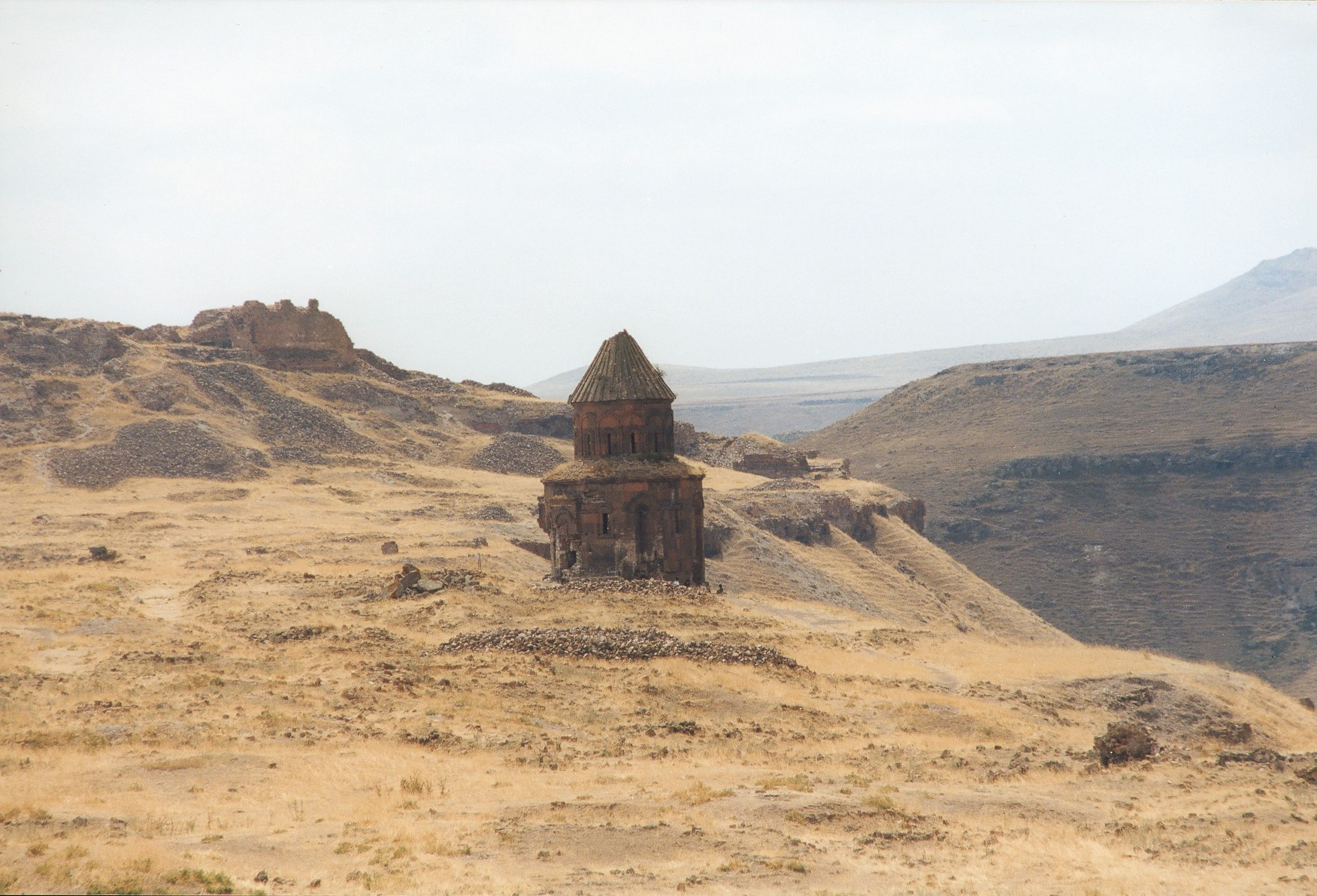
Església

Els otomans van conquerir Kars l'abril de 1918. Els russos van intentar evacuar els objectes del museu quan els turcs es van acostar i 6.000 objectes van poder ser salvats per l'arqueòleg Ashkharbek Kalantar i conservats per Joseph Orbeli; són avui dia al Museu de l'Estat d'Erevan. Els materials que van quedar a Ani van ser quasi tots destruïts o venuts. La rendició dels turcs el novembre del 1918 va permetre el control dels armenis però el 1920 l'ofensiva dels nacionalistes la va recuperar. Va retornar formalment a Turquia pel tractat de Kars de 1921. La comarca formà llavors part del kada d'Arbacay al vilayat de Kars, i constava amb una població de 350 habitants. El maig de 1921 l'Assemblea Nacional de Turquia va ordenar al comandant del Front Oriental Kazım Karabekir, destruir tots el monuments d'Aní. Per sort Karabekir diu que es va negar a complir l'ordre però alguns si que foren destruïts amb el seu consentiment o sense.
La poca atenció dels turcs va tenir un efecte molt negatiu. Terratrèmols el 1966 i 1988 hi van fer nous danys. Els turistes que anaven a la zona no van poder fer fotos fins al 2004.

## Monuments que han sobreviscut

Panoràmica
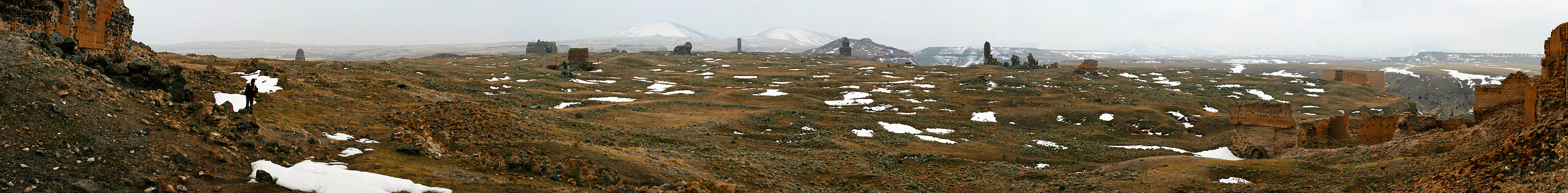

- Catedral d'Aní o Surp Asdvadzadzin (Església de la Santa Mare de Déu) construïda entre 989 i 1001[16]

- Església de Sant Gregori, acabada el 1215, la millor conservada.[17]
- Església del Sant Redemptor, acabada després del 1035, estava intacte fins al 1955 quan va caure per una turmenta.[18]
- Església de Sant Gregori, segle x, capella privada de la família Pahlavuni amb mausoleu del 1040.[19]
- Església de Sant Gregori del rei Gaguik, construïda vers 1101 a 1105 dissneyada per Trdat l'arquitecte.[20]
- Església dels Sants Apòstols del segle xi (datada el 1031) construïda per la família Pahlavuni.[21]
- Mesquita de Minushihr, fundada pel primer emir Shaddàdida el 1072.[22]
- La ciutadella o Midjnaberd (Fortalesa interior) datada al segle vii amb el palau dels reis. Encara que reparada vers 1909, va caure segurament durant el petit terratremol de 1966.[23]
- Muralles construïdes per Simbaci II (977-989) i reforçades després.[24]

- Convent o Capella de Virgínia
- Església de Calcedònia
- Pont del riu Arpa
- Premses d'oli
- Banys

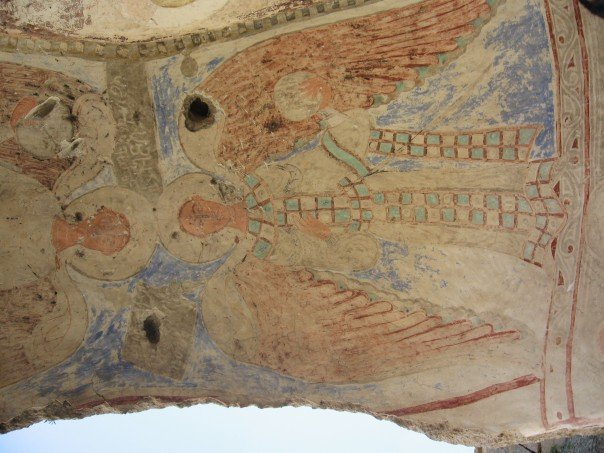
Fresco

- Una segona mesquita amb minaret (ensorrat)
- Palau del segle xiii
- Residències diverses
- Coves i excavacions a la roca (afores d'Aní) amb alguns frescos

Imatges
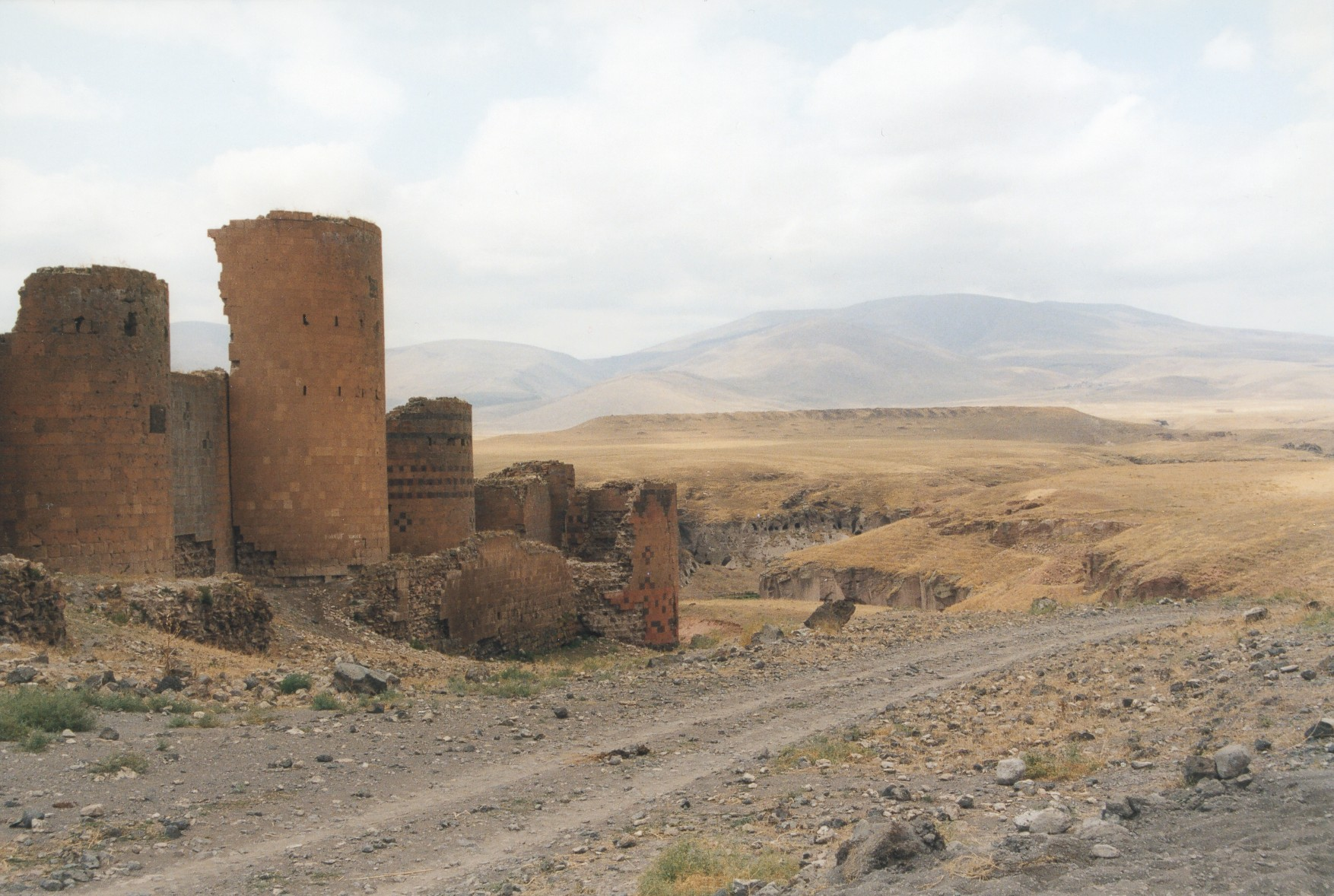
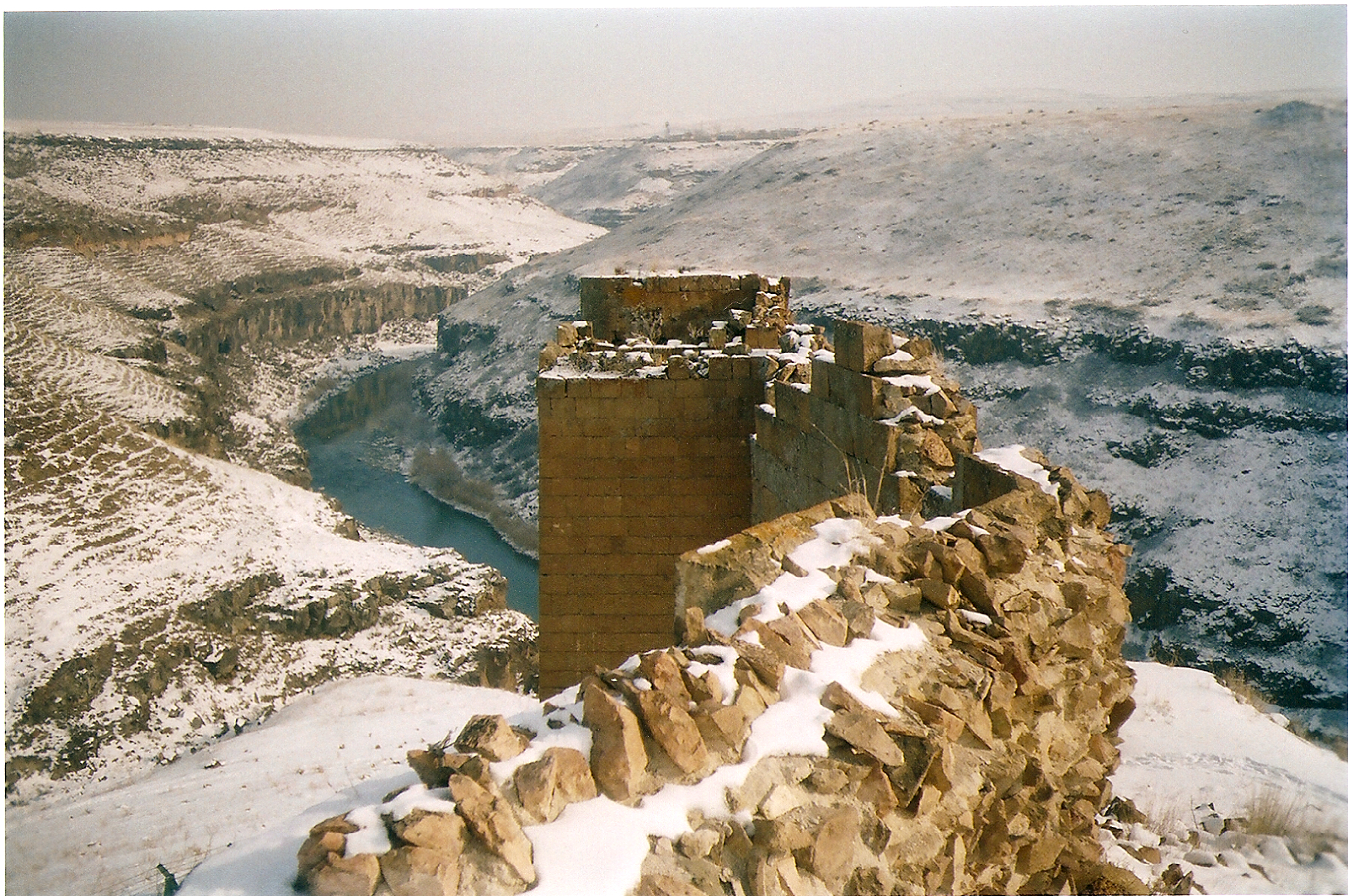
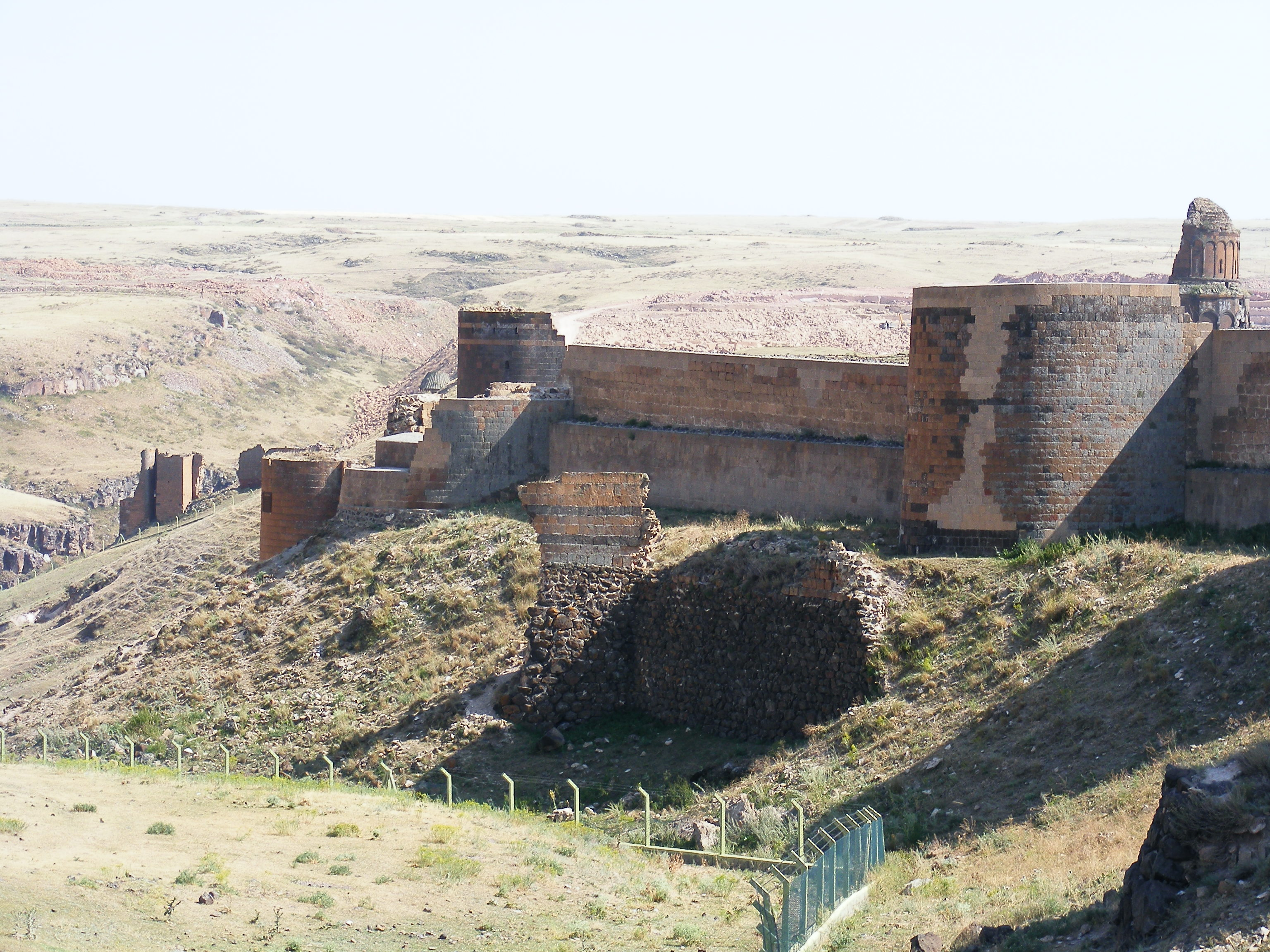
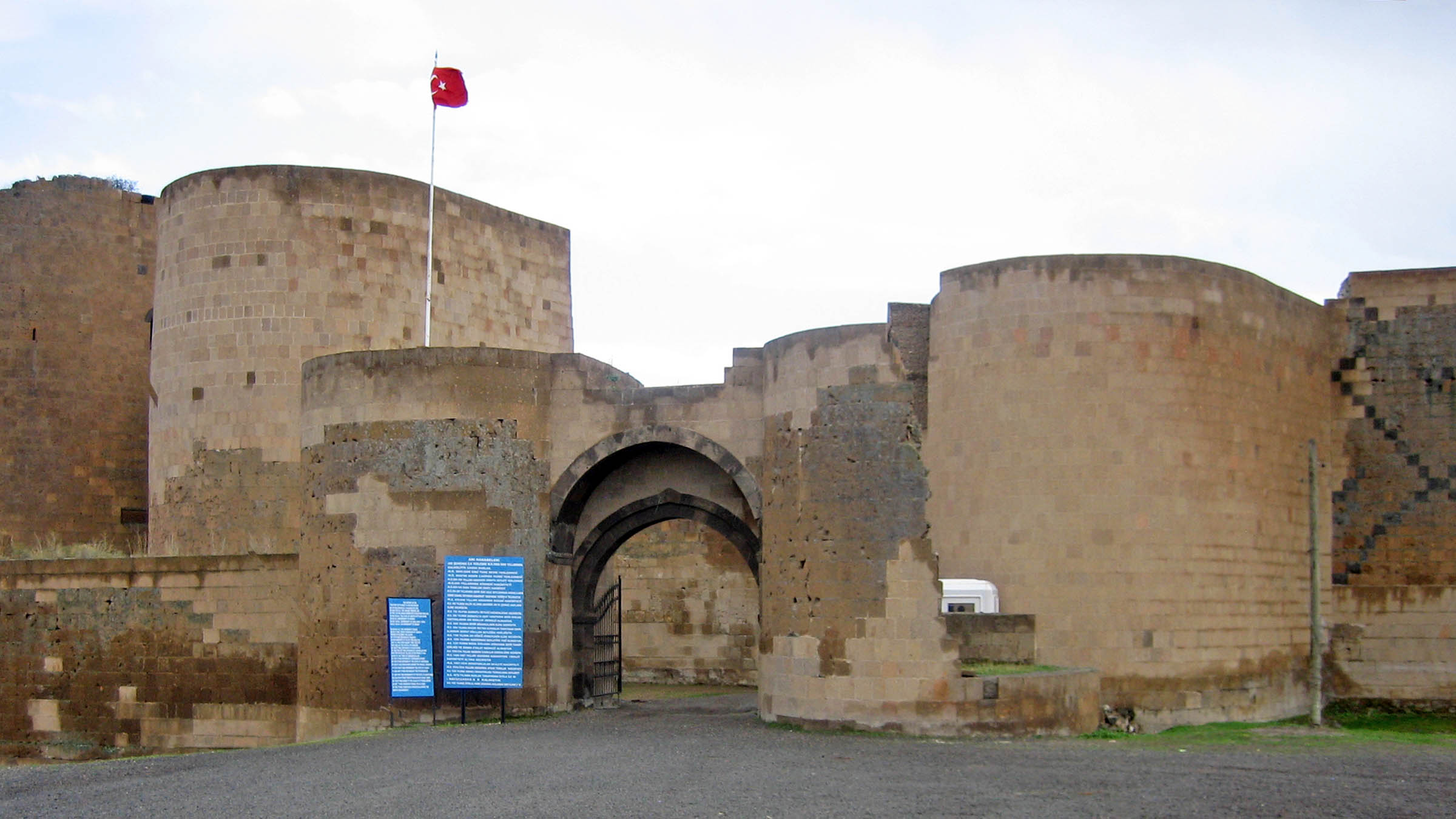
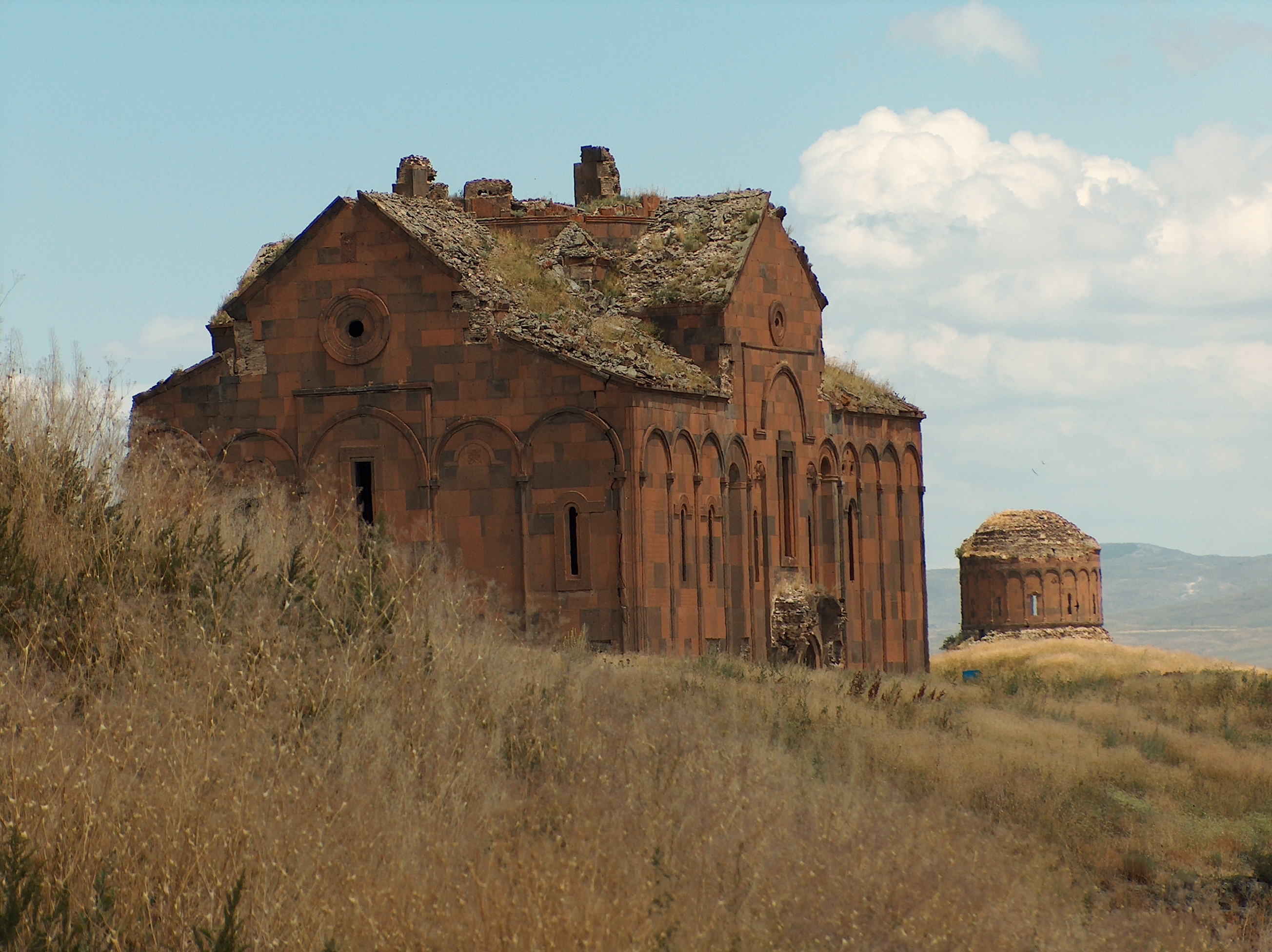
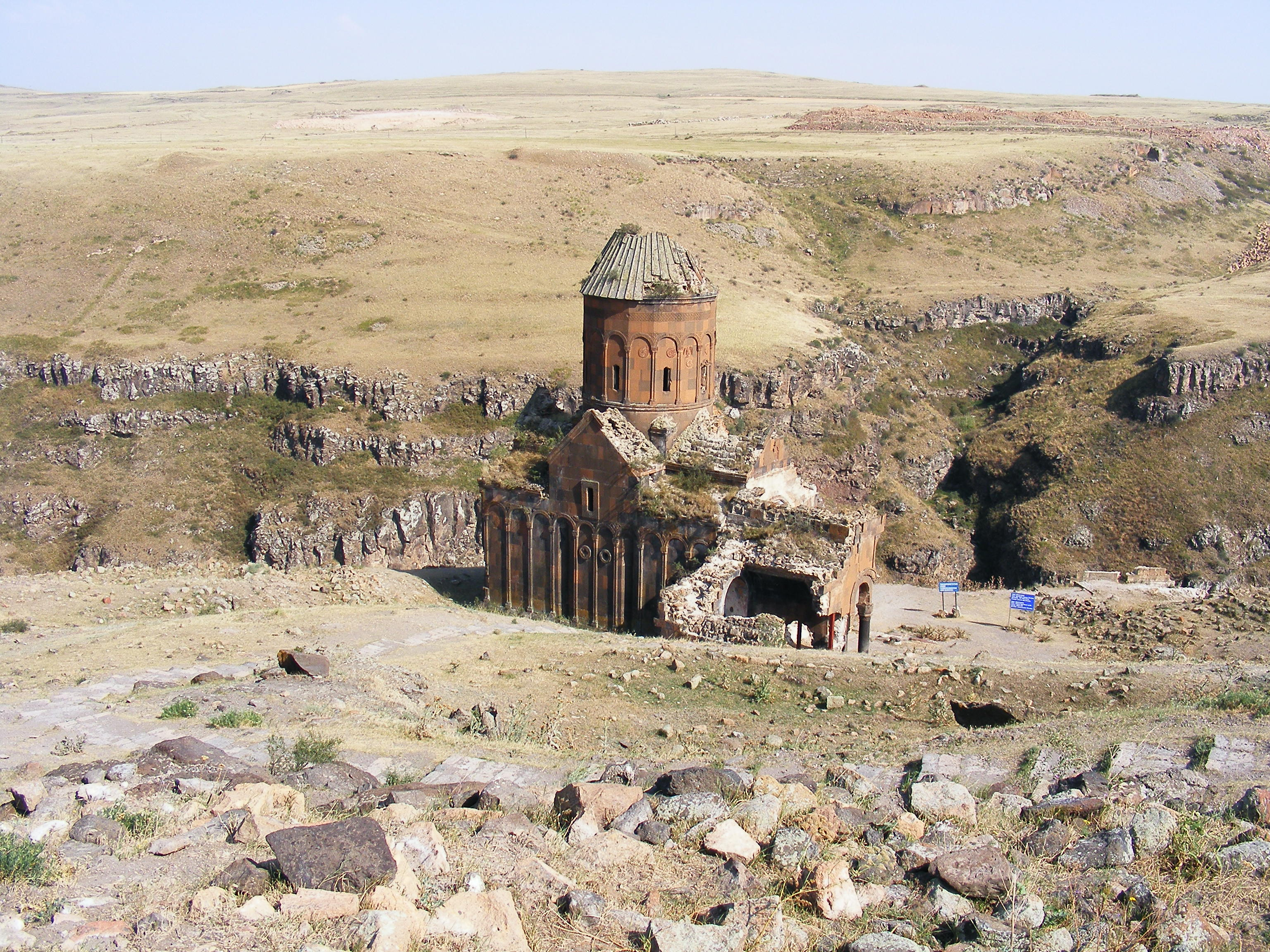
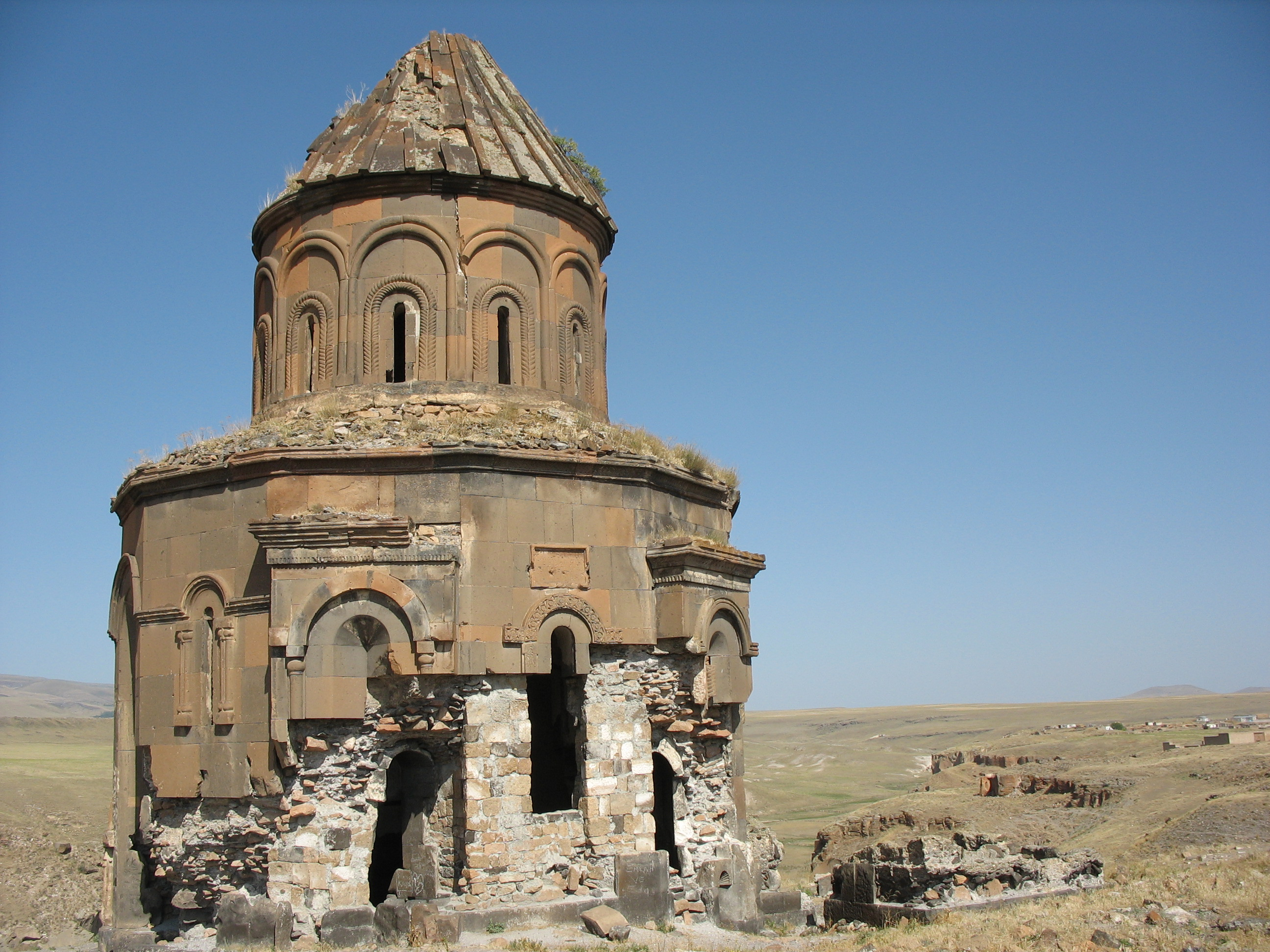
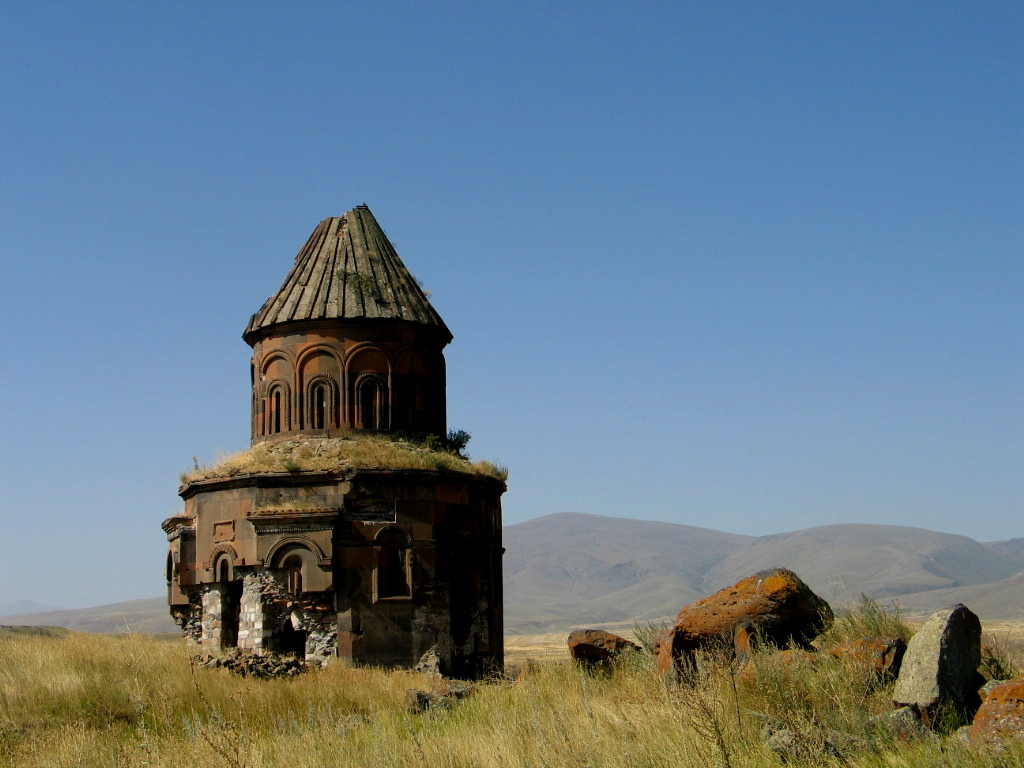
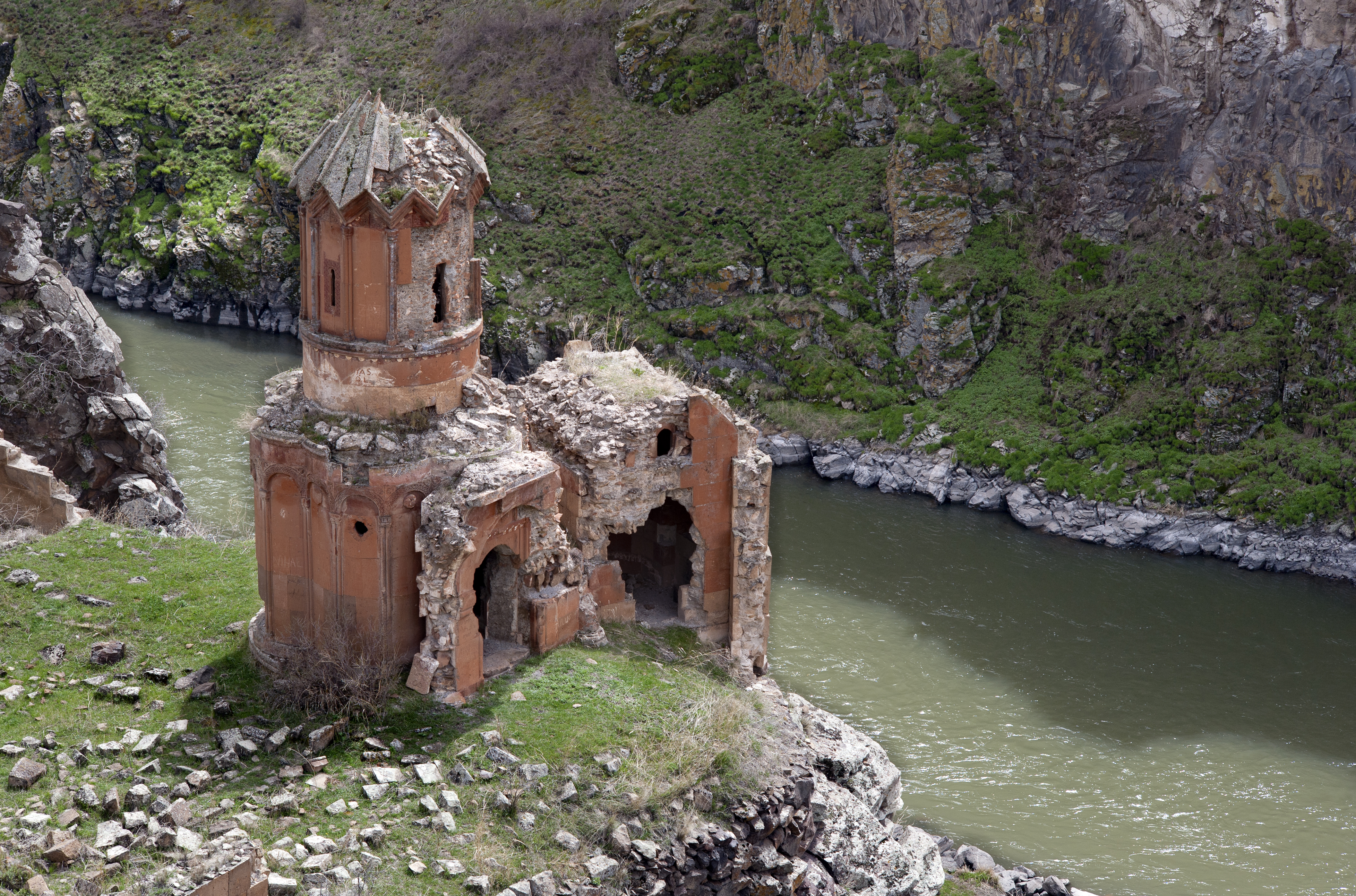
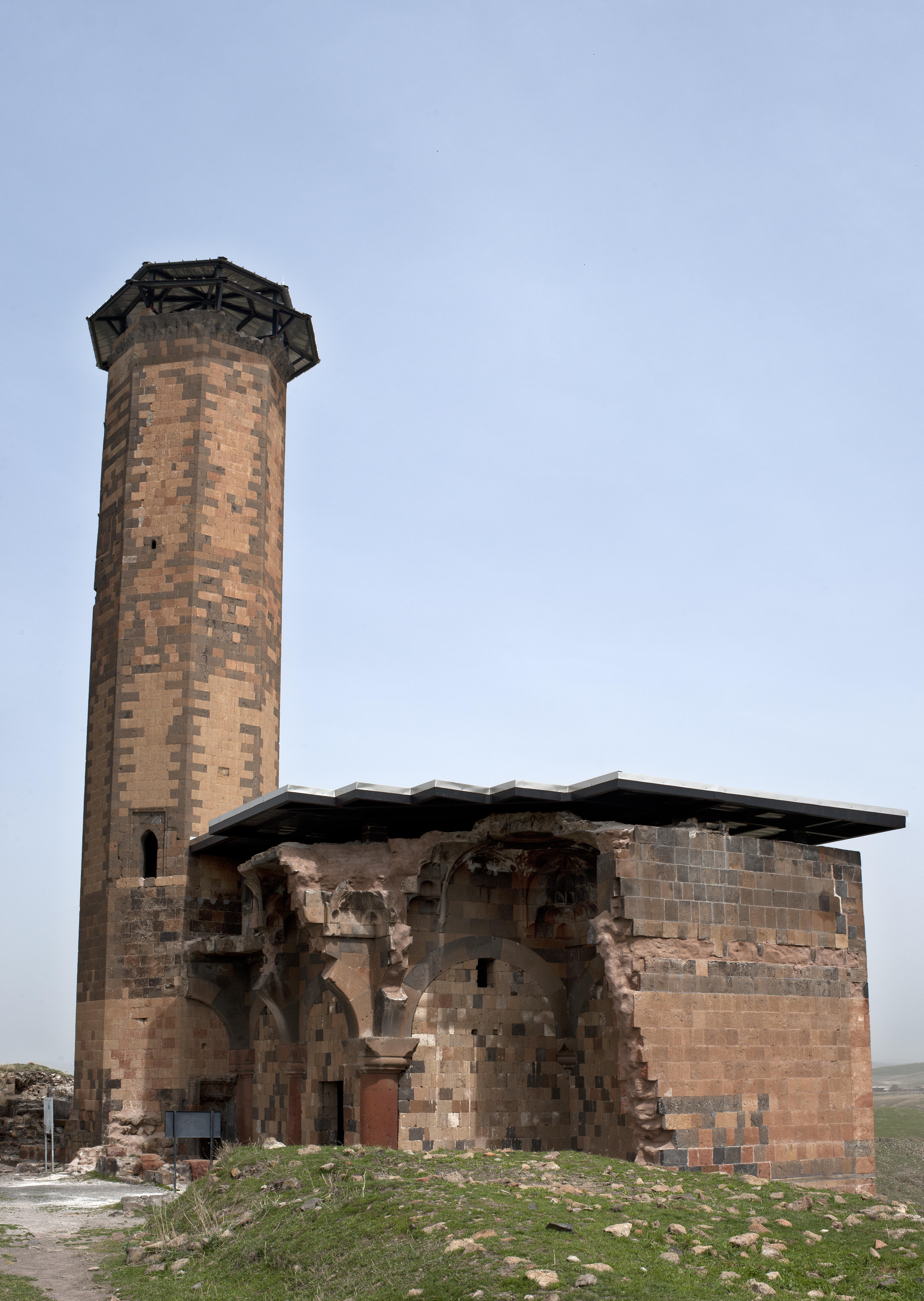
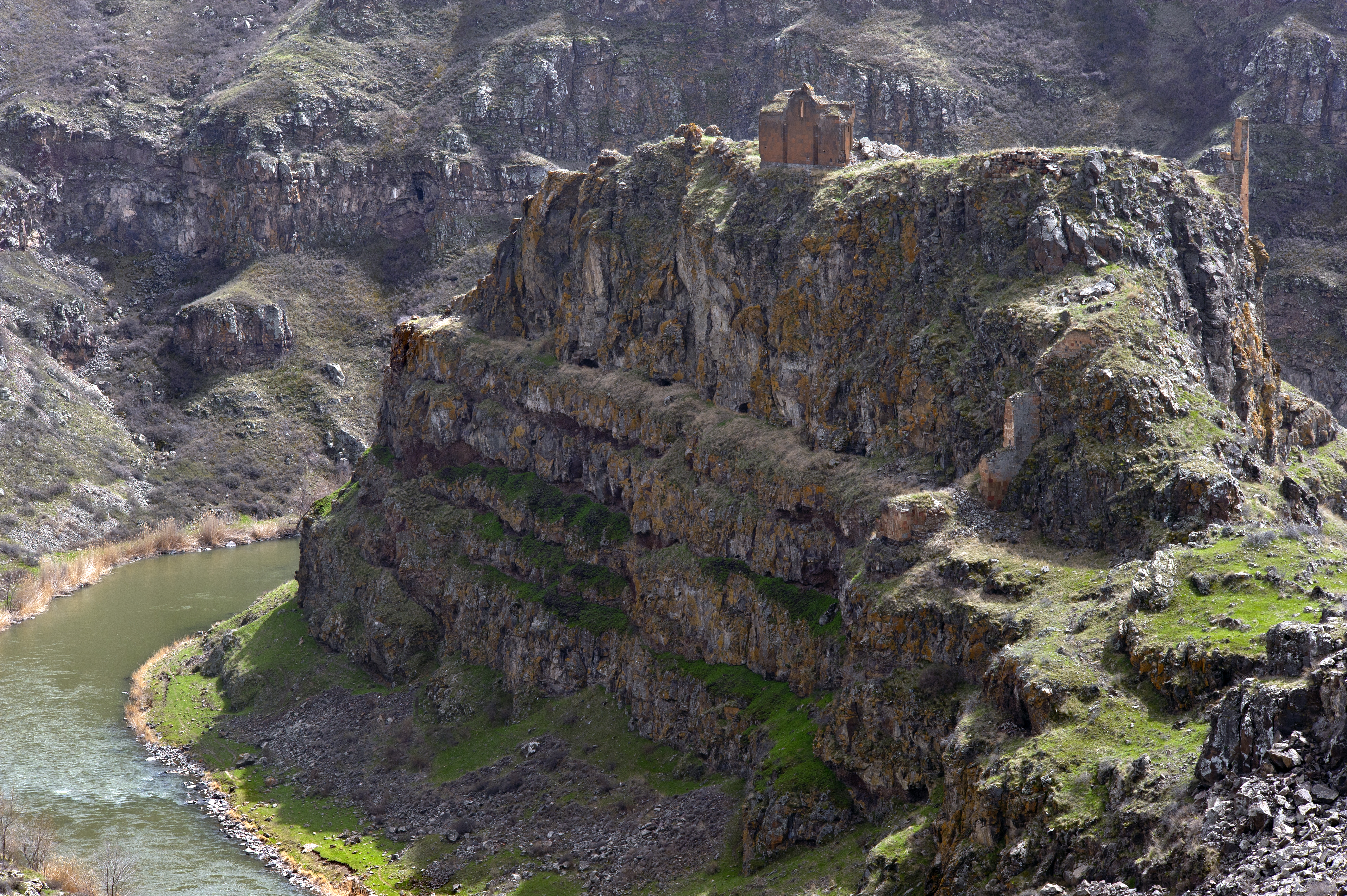
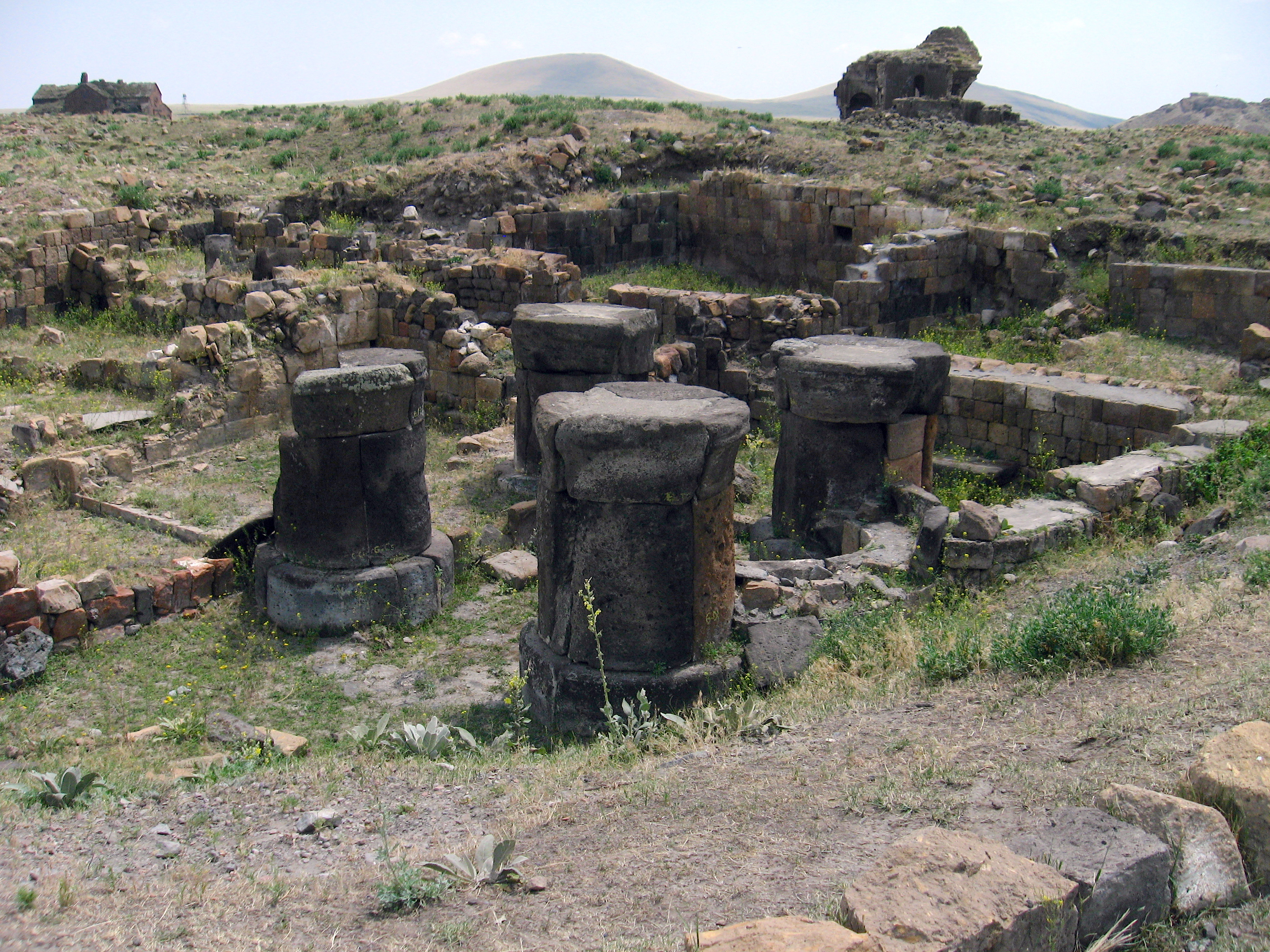
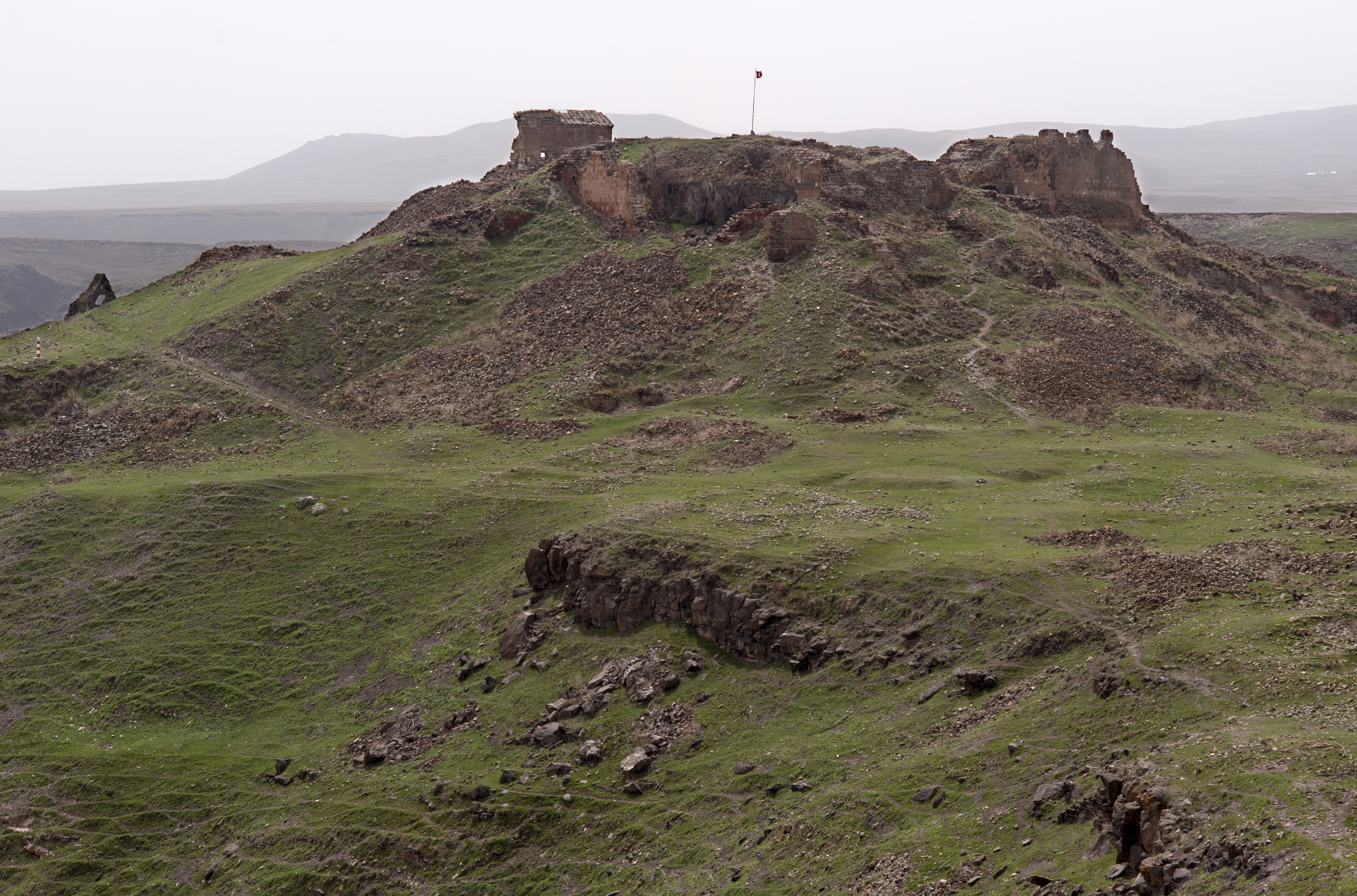
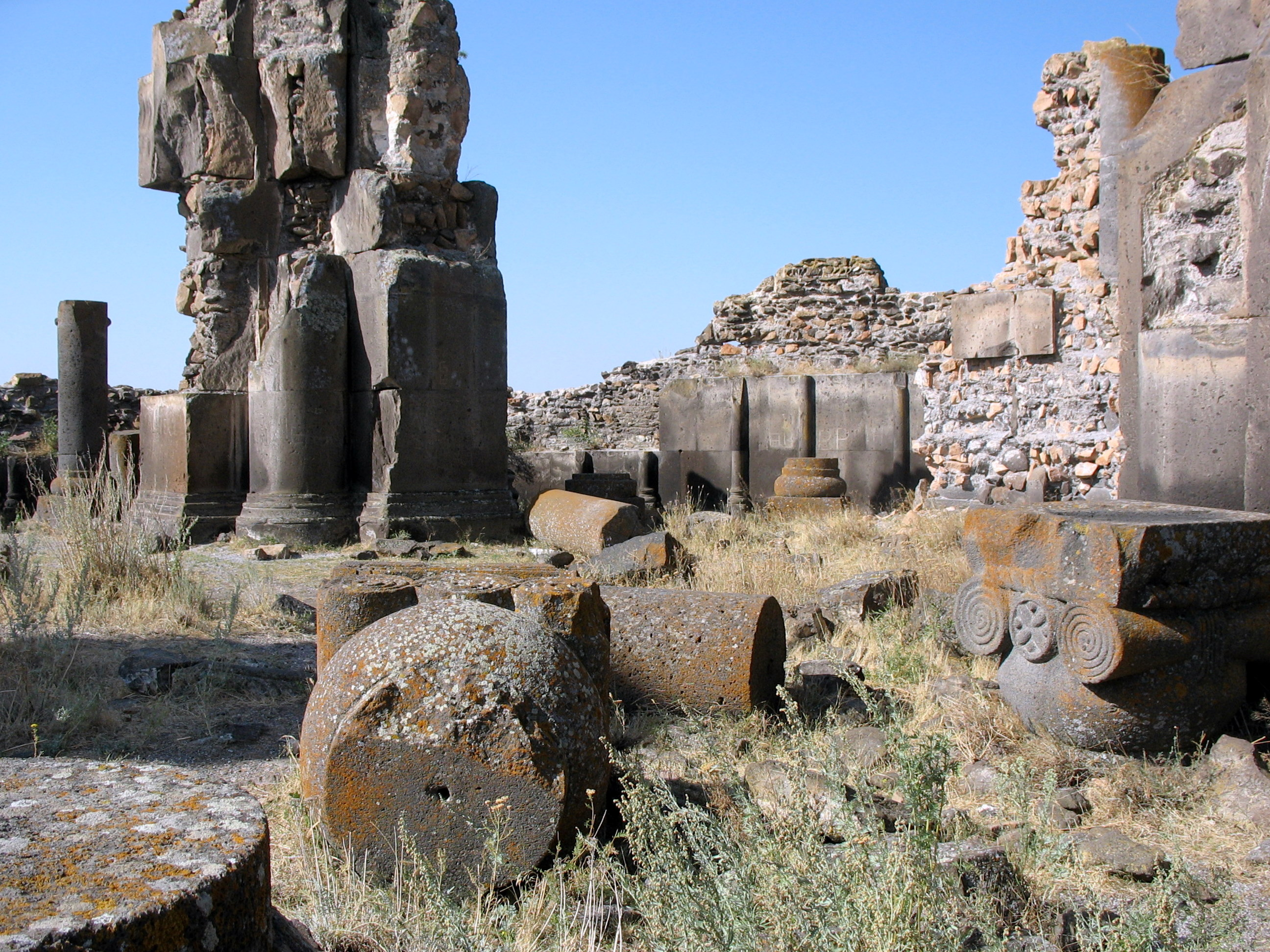
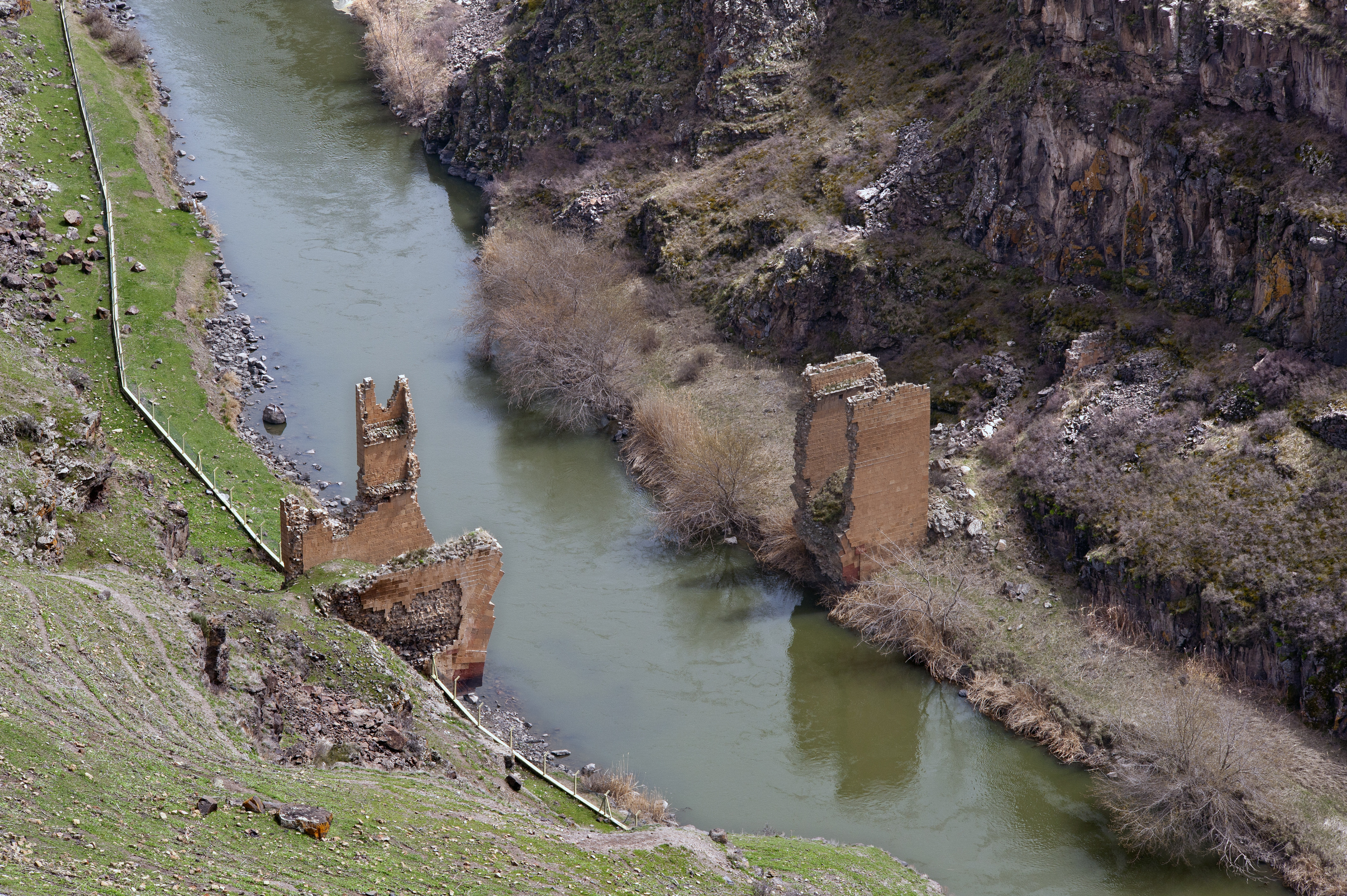
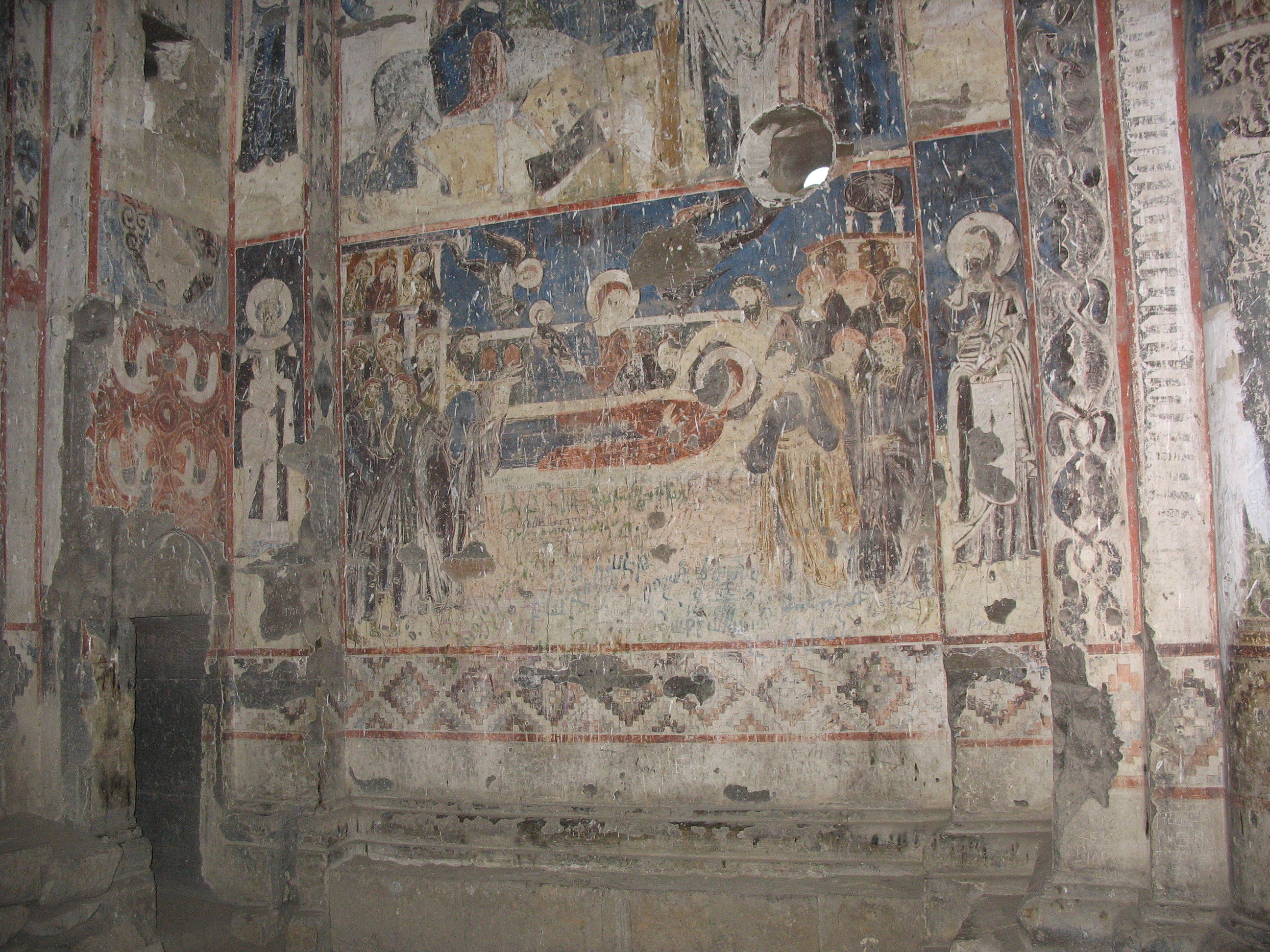
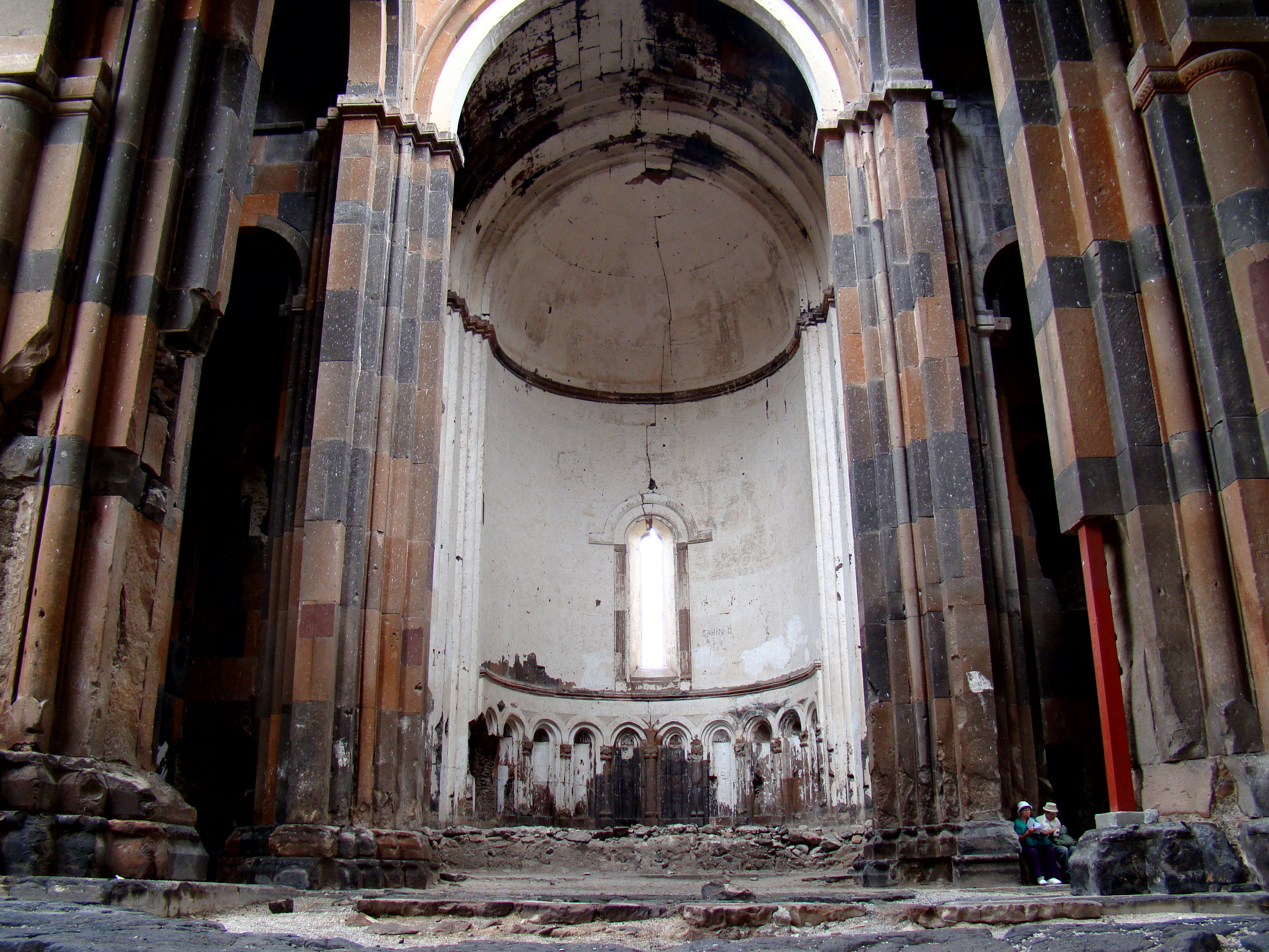
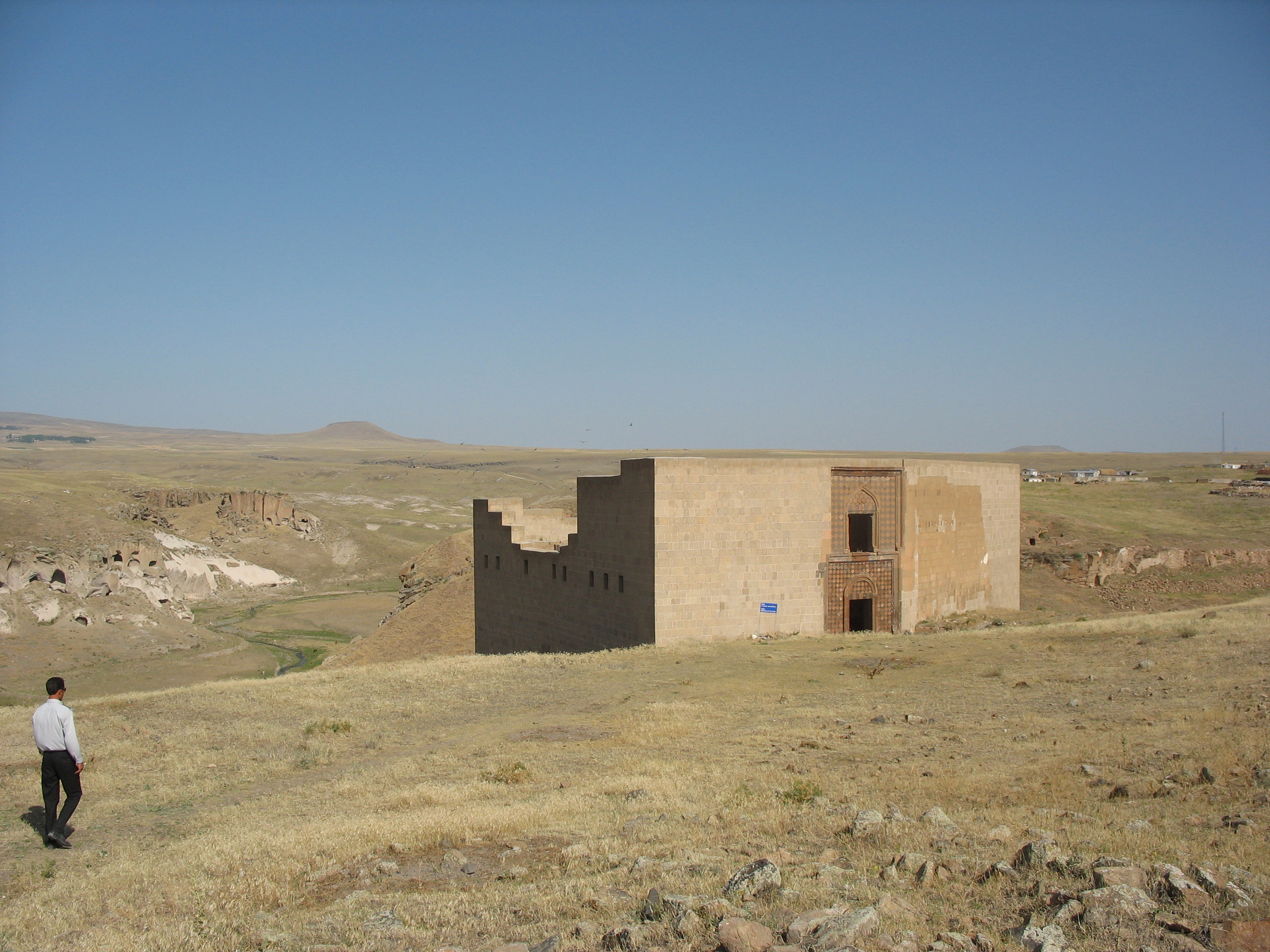
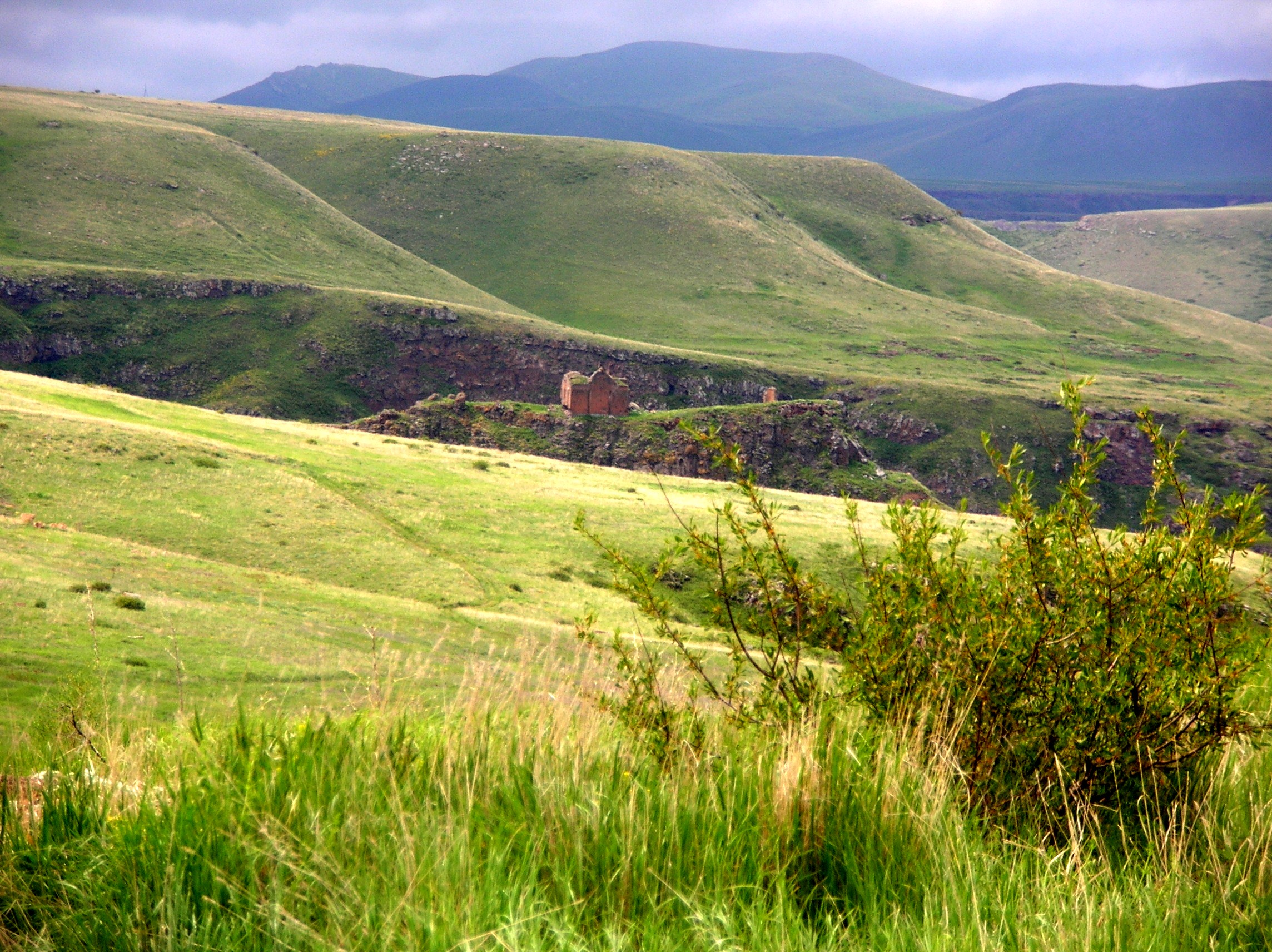
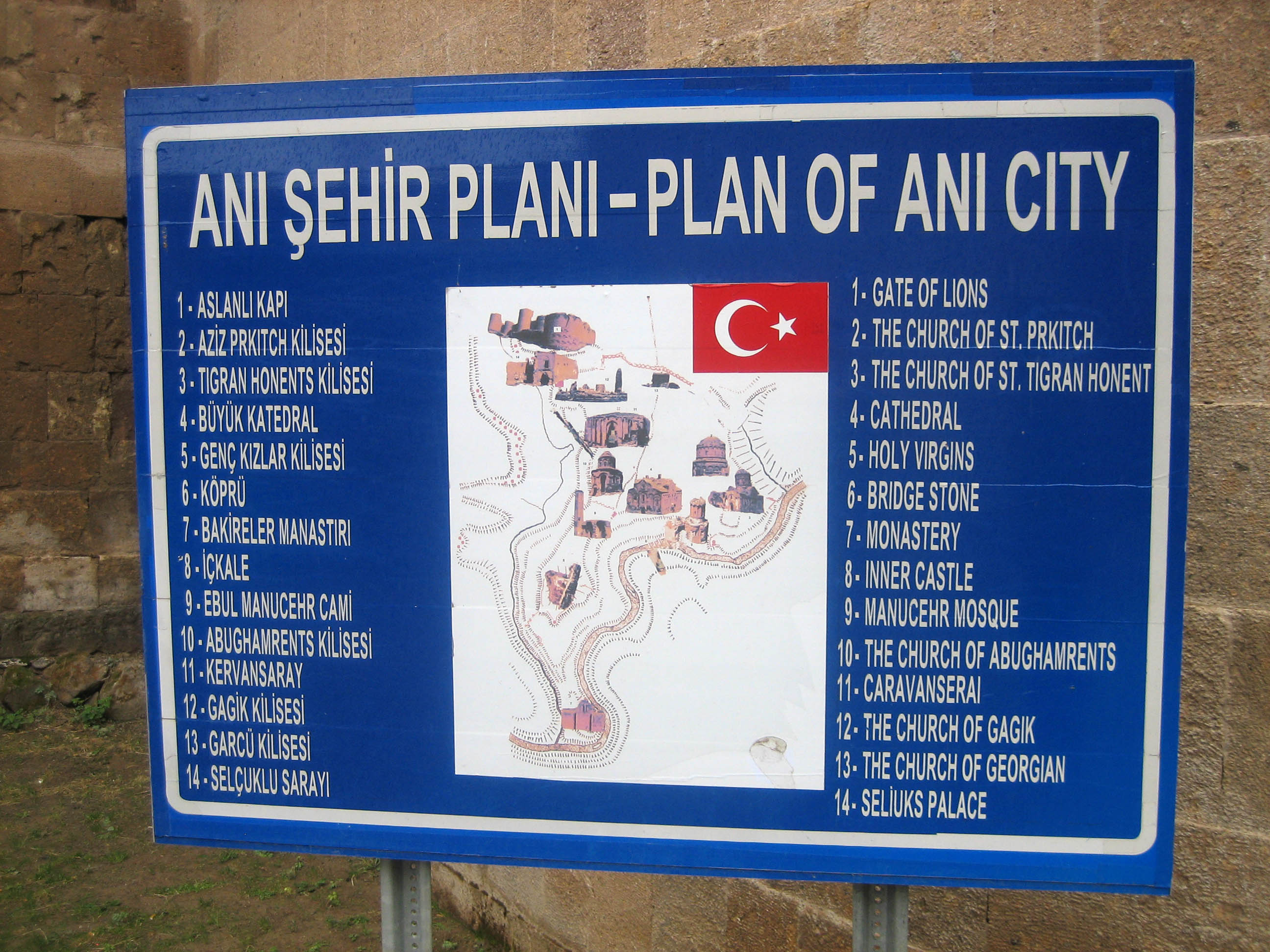
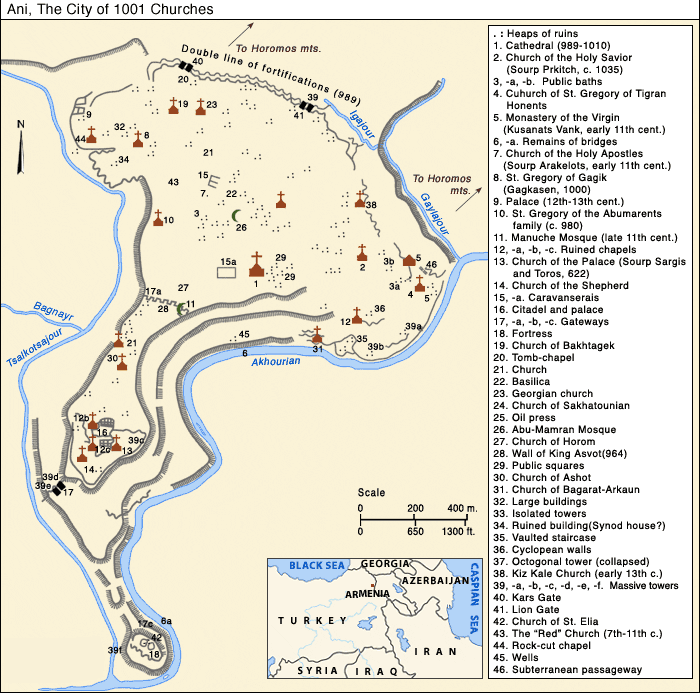

- Panoràmica